# Dyplomacja (książka)
Dyplomacja (ang. Diplomacy) – książka autorstwa Henry’ego Kissingera wydana w Stanach Zjednoczonych w 1994 roku nakładem wydawnictwa Simon & Schuster. W 1996 roku książka po raz pierwszy ukazała się w Polsce nakładem wydawnictwa Philip Wilson. Za przekład na język polski odpowiadali Stanisław Głąbiński, Grzegorz Woźniak i Iwona Zych.

## Opis
Książka opisuje wydarzenia z okresu od tzw. „koncertu mocarstw” do końca zimnej wojny z punktu widzenia Henry’ego Kissingera, amerykańskiego dyplomaty i negocjatora, doradcy ds. bezpieczeństwa narodowego USA w latach 1969–1975 oraz sekretarza stanu USA w latach 1973–1977. Kissinger w lekki, nieco humorystyczny i przystępny sposób wspomina również własne doświadczenia i przytacza ciekawe anegdoty. Autor w ciekawy sposób porównuje też styl prowadzenia polityki przez różnych liderów nie skupiając się wyłącznie na Stanach Zjednoczonych – dość obszernie opisuje także arenę polityczną w Rosji, Wielkiej Brytanii, Francji, Austrii i Niemczech. Wysuwa przy tym istotne wnioski ze swoich przemyśleń i przekuwa je w ogóle zasady dyplomacji.

## Spis rozdziałów
1. Nowy porządek świata
2. Punkt odniesienia: Theodore Roosevelt czy Woodrow Wilson?
3. Od uniwersalizmu do równowagi: Richelieu, Wilhelm Orański i Pitt
4. Koncert Europejski: Wielka Brytania, Austria i Rosja
5. Dwaj rewolucjoniści: Napoleon III i Bismarck
6. Realpolitik zwraca się przeciwko sobie
7. Polityczna machina zagłady: europejska dyplomacja przed I wojną światową
8. Ku otchłani: wojskowa machina zagłady
9. Nowe oblicze dyplomacji: Wilson i traktat wersalski
10. Dylematy zwycięzców
11. Stresemann i powrót pokonanych na scenę
12. Koniec iluzji: Hitler i zburzenie Wersalu
13. Przetarg Stalina
14. Pakt nazistowsko-radziecki
15. Ameryka powraca na scenę: Franklin Delano Roosevelt
16. Trzy programy pokoju: Roosevelt, Stalin i Churchill w II wojnie światowej
17. Początek zimnej wojny
18. Sukcesy i trudy polityki powstrzymywania
19. Dylemat polityki powstrzymywania: Wojna koreańska
20. Negocjacje z komunistami: Adenauer, Churchill i Eisenhower
21. Skok przez barierę powstrzymywania: kryzys sueski
22. Węgry: wrzenie w imperium
23. Ultimatum Chruszczowa: kryzys berliński 1958-1963
24. Pojęcie jedności zachodu: Macmillan, de Gaulle, Eisenhower i Kennedy
25. Wietnam: wejście w grzęzawisko; Truman i Eisenhower
26. Wietnam: na drodze ku desperacji; Kennedy i Johnson
27. Wietnam: wyjście; Nixon
28. Polityka zagraniczna jako geopolityka: trójstronna dyplomacja Nixona
29. Odprężenie a malkontenci
30. Koniec zimnej wojny: Ronald Reagan i Michaił Gorbaczow
31. Rozważania nad nowym porządkiem świata